# Казанская церковь (Луганск)
Казанская церковь — исторический православный храм в Луганске (1864—1935).

## История
9 октября 1861 года в департаменте горных и соляных дел в Луганском заводе появилось информация, что часть купцов хотят построить в посёлке Луганский завод церковь.
С 1861 года по 1864 год шло строительство храма.
В архитектуре Казанской церкви впервые для Луганских храмов использовалось 5 бань.
В 1909 году городская дума решила выделять 500 рублей, чтобы построить колокольню. В выделении средств поучаствовал почётный гражданин Луганска Иван Пивоваров.
В 1910 году трёхъярусная железная колокольня была пристроена к храму.
В 1935 году большевики храм закрыли, а 6 ноября вместо крестов вывесели красные флаги.
В 1937 году церковь разрушили.
В 1942 году священники, служившие в Казанской церкви, решили возобновить свою деятельность и для службы нашли частный дом.
В 1961 году власть закрыла и этот дом.

## Служители
В момент создании церкви в ней служили:
- Настоятель и протоиерей Феофил Владимирович Михалевич (49 лет). Его отец также был священником.
- Второй священник Иван Арсентьевич Глядковский (71 год).
- Священник Семен Мефодиевич Тараскин (62 года). Его отец служил псаломщиком.
- Диакон Василий Иванович Трифонов (26 лет). Родился в семье мещан.

## Архитектура
В Казанской церкви было три престола:
- в честь Казанской Божьей Матери,
- в честь князя Александра Невского,
- в честь святого апостола Архипа и Филимона.

На территории храма находилось усадьба с площадью 1200 квадратных метров. На усадебном участке находились два жилых дома, для священнослужителей.

## Образовательная деятельность
При церкви работала церковная библиотека, которая насчитывала 240 томов.
При храме действовала церковная школа, в которой обучались около 130 детей.

## Новая история
После взрыва храма фундамент остался. Долгое время на территории разрушенного храма был пустырь. Поэтому Луганская епархия захотела восстановить церковь.
В 1990 году недалеко от места расположения бывшей церкви построено помещение под храм Казанской иконы Божьей Матери.
В 2007 году митрополит Луганский и Алчевский Иоанникий освятил место строительства храма. Вскоре областное управление внутренних дел тоже захотело построить церковь, но строительство ещё не началось.
С 1990—2009 г.г. настоятелем храма был протоиерей Николай Сопильняк. При нём и началось возрождение прихода. Отец Николай умер в 2009 году.
С 2009—2011 г.г. настоятелем храма был протоиерей Алексей Дармолад.
С 2011 г. клириком храма, а также председателем приходского совета был назначен архидьякон Тихон (Ильгов). В этом же году после рукоположения в священнический сан иеромонах Тихон (Ильгов) назначается настоятелем Свято-Казанского храма г. Луганска.
В июле 2011 г. при храме начат выпуск церковно-приходской газеты «Догматик». В январе 2013 г. на приходе издан православный литературно-художественный журнал для детей «Серебряный звоночек».
В 2014 г. был разработан проект и залит фундамент под административный корпус на месте временного помещения Свято-Казанского храма, но из-за боевых действий стройка была приостановлена.
Весной 2018 года был разработан проект деревянного сруба, а осенью 2018 г. на территории исторического места где был Свято-Казанский храм, рядом с местом разрушенного храма был залит новый фундамент, и правящим архиереем, Митрополитом Луганским и Алчевским Митрофаном освящено место под строительство деревянного сруба. Весной 2019 года владыка Митрофан освятил кресты с куполами, и к празднику святой Пасхи они были установлены на возведённый храм.
21 июля 2020 г. в праздник Казанской иконы Божьей Матери правящим архиереем, митрополитом Луганским и Алчевским Митрофаном было совершено великое освящение храма, деревянного сруба в честь Владимирской иконы Божьей Матери на территории Свято-Казанского прихода.